# Alden (Iowa)
Alden – miasto w Stanach Zjednoczonych, w stanie Iowa, w hrabstwie Hardin.

## Demografia
W 2000 liczyło 904 mieszkańców. W 2023 liczba mieszkańców spadła do 738 osób, a gęstość zaludnienia do 164 osób/km².